# Casino de Néris-les-Bains
Le casino de Néris-les-Bains se trouve dans le parc thermal de la ville de Néris-les-Bains (Allier). Il est situé dans un bâtiment inscrit comme monument historique. Il dispose d'un restaurant, le « Bistrot Chic », qui donne sur l’esplanade du casino.

## Histoire
Des peintures murales d'Émile Ledoux (1899) ornent à l'extérieur la façade en retour du théâtre : elles représentent des allégories d'arts du spectacle : la Danse, l'Opérette, la Comédie, le Vaudeville.
Les façades et toitures anciennes ont été inscrites au titre des monuments historiques par arrêté du 21 décembre 1984.

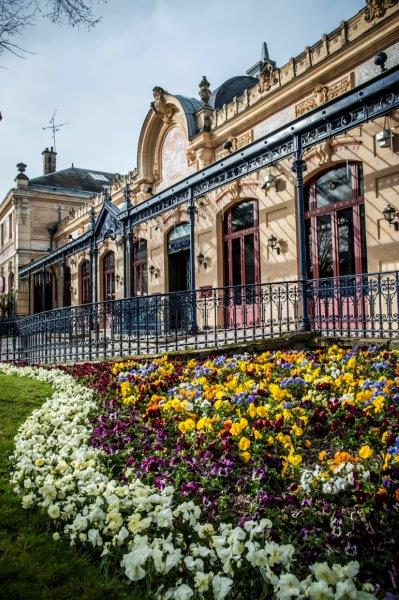
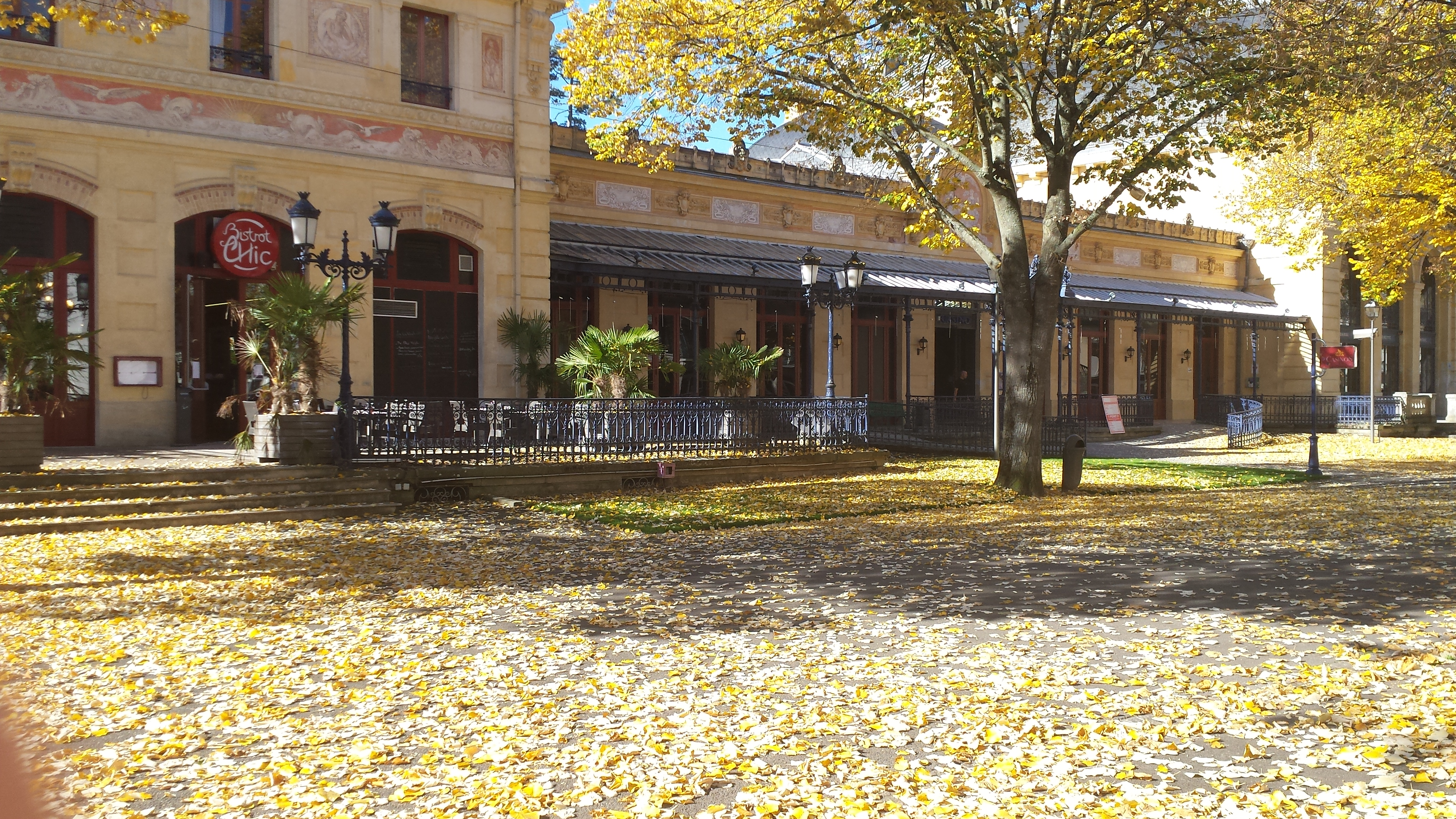